# Chomutovská kaštanka
Chomutovská kaštanka (nebo krátce Kaštanka) je skupinou památných stromů – kaštanovníků setých. Je považovaná za nejstarší a nejsevernější skupinu stromů tohoto druhu v České republice. V současnosti spadá pod Podkrušnohorský zoopark Chomutov.

## Základní údaje
- název: Kaštanka, Chomutovská kaštanka
- výška: různé
- obvod nejmohutnějšího stromu (dvoják 102074/89): 633 cm (2000), 647 cm (~2002), 670 cm (2004), 662 cm (2010)
- věk: 80–350 let (AOPK), 290–350 let[2]
- zdravotní stav: 3

## Stav stromu a údržba
Kaštanku tvoří celkem 133 stromů, které jsou různého věku, výšky i zdravotního stavu (u většina stromů v rozmezí 2–4). Podle odhadů se pohybují v rozpětí 80–350 let. Starší většinou dosahují nižší výšky (kolem 15 metrů), mladší i přes 20 m.

## Historie a pověsti
Kaštanka byla založena jezuity v letech 1590–1770 (první písemná zmínka pochází od Bohuslava Balbína, z roku 1679). Jejím účelem bylo zajistit potravu místnímu obyvatelstvu pro případ hladomoru. Dnes je ovšem sklizeň kaštanů bez povolení zakázaná.

## Další zajímavosti
Kaštance byl věnován prostor v pořadu České televize Paměť stromů, konkrétně ve třináctém dílu Nejen duby, buky a lípy.

## Památné a významné stromy v okolí
- Kaštanovníky ve střelnici
- Dub u střelnice
- Platany u SPŠ v Chomutově
- Hlošina u Olejomlýnského parku v Jirkově
- Skupina dubů v ulici U dubu (Jirkov)
- Dub v Křižíkově ulici (Jirkov) (zaniklý)